# Ostrya knowltonii
Espèce
Statut de conservation UICN

 LC  : Préoccupation mineure

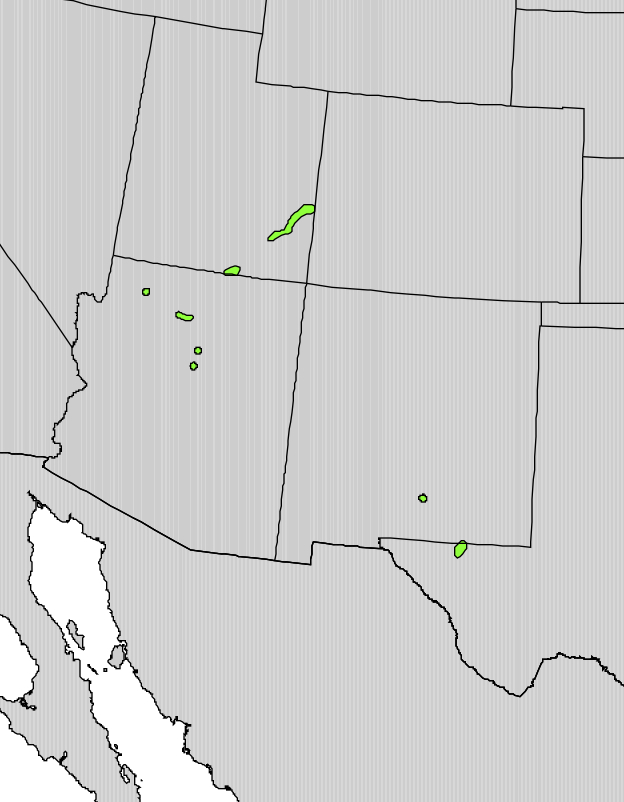
Répartition dans le Sud Ouest des Etats-Unis

Ostrya knowltonii est une espèce de plantes à fleurs de la famille des Betulaceae. Il est dénommé couramment Knowlton's hophornbeam, western hophornbeam, woolly hophornbeam, and wolf hophornbeam. C'est également l'un des nombreux arbres appelés bois de fer. Il est originaire de l'Utah, de l'Arizona, du Nouveau-Mexique et du Texas aux États-Unis, mais sa distribution est localisée et sporadique.

## Description
Ostrya knowltonii est un arbre de 9 à 12 m, de haut. Le tronc est court et se divise en de nombreuses branches tortueuses. La couronne est arrondie. L'écorce est gris brunâtre et sillonnée d'écailles ou de bandes. Les feuilles mesurent jusqu'à 6,3 cm de long et sont dentelées. Les fleurs mâles et femelles sont portées par des chatons séparés, le mâle mesurant jusqu'à 3 cm } de long et la femelle jusqu'à 1 cm. Le fruit est une noix,.

## Répartition et habitat
Cette plante pousse dans le sud-ouest américain, y compris sur les bords du Grand Canyon. Elle pousse dans les forêts de chênes, les forêts de pinons et de genévriers et les forêts de pins ponderosa. Il se trouve dans des endroits ensoleillés et secs.

## Utilisation
Le bois de l'arbre est dur et résistant, et il peut être utilisé pour fabriquer des articles durables tels que des poteaux de clôture et des poignées d'outils.

## Systématique
Le nom correct complet (avec auteur) de ce taxon est Ostrya knowltonii Coville.
Ostrya knowltonii a pour synonymes :
- Ostrya chisosensis Correll
- Ostrya knowltonii subsp. chisosensis (Correll) E.Murray
- Ostrya knowltonii var. chisosensis (Correll) A.E.Murray
- Ostrya virginiana var. chisosensis (Correll) Henrickson